# Albert Auguste Perdonnet
Albert Auguste Perdonnet (de nombre completo Jean-Albert-Vincent-Auguste Perdonnet, nacido el 12 de marzo de 1801 en París y muerto el 27 de septiembre de 1867 en Cannes, fue un ingeniero ferroviario francés, miembro de una familia de origen suizo. Intervino activamente en la fase de implantación del ferrocarril en su país natal, y dirigió la Escuela Central de Artes y Manufacturas de París entre 1862 y 1867.

## Biografía

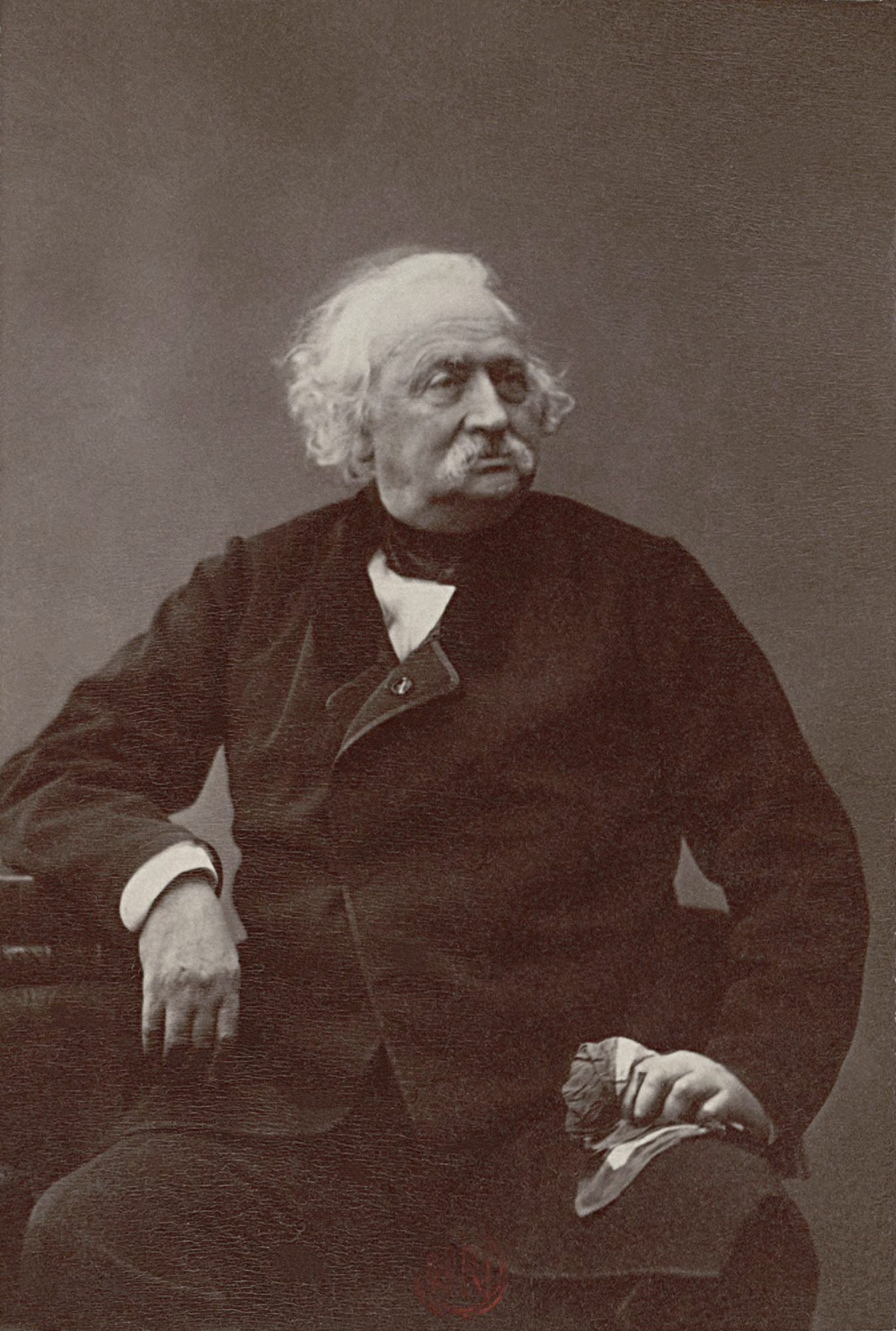
Fotografía de Perdonnet, por Nadar

Hijo de Vincent Perdonnet, agente de bolsa, de religión protestante y originario de Vevey en Suiza, Auguste Perdonnet nació el 12 de marzo de 1801 en París. Trasladado a la localidad suiza de Yverdon, fue alumno del pedagogo suizo Johann Heinrich Pestalozzi.
En 1821 ingresó en la École Polytechnique de París. Fue expulsado al año siguiente por sus actividades políticas, acusado de pertenecer a la secta subversiva de los carbonarios.
Sin embargo, prosiguió sus estudios en la Escuela Nacional Superior de Minas de París y realizó viajes de estudios a Inglaterra y Alemania. Estos viajes de estudios en compañía de otros jóvenes alumnos son el origen de sus primeras publicaciones, sobre todo con Léon Coste a partir de 1829, y también con Armand Dufrénoy y Élie de Beaumont.
Perdonnet era director de materiales de la línea izquierda de Versalles cuando ocurrió el terrible accidente ferroviario del 8 de mayo de 1842, en el que el Almirante Dumont d'Urville perdió la vida junto con muchas otras víctimas. Cuando llegó a la escena del desastre, su impresión fue tan fuerte que su pelo se volvió blanco casi en el momento, con apenas cuarenta y un años de edad. Había estudiado con Vauquelin, el famoso químico, y le gustaba explicar la teoría de su maestro en la materia sobre el desvanecimiento repentino del color de su abundante cabellera, posiblemente debido a la transformación química provocada en el organismo por una fuerte impresión.
Consagró su vida, su trabajo y su labor docente a los ferrocarriles.
Está enterrado en el cementerio del Père-Lachaise (División 4) de París.

## Contribuciones

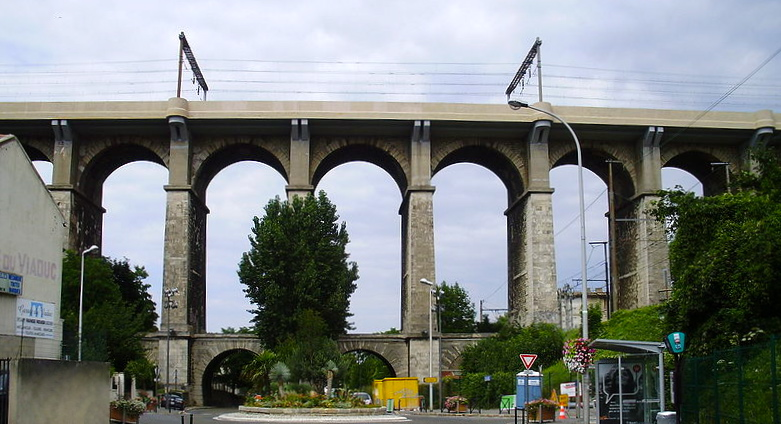
Viaducto de Meudon

Después del final de sus estudios en la Escuela de Minas en 1830, fue finalmente readmitido como ingeniero civil en el Cuerpo de Puentes, como consecuencia de una intervención de Jean Ernest Reynaud.
Entró a formar parte del naciente sector del ferrocarril, integrado en el equipo de ingenieros responsables del proyecto y la construcción del ferrocarril de París a Saint-Germain, lo que le permitió trabajar con los «hermanos» Flachat, Eugène y Stéphane, con Émile Clapeyron y con Gabriel Lamé.
Publicó el primer libro de texto francés sobre ingeniería ferroviaria en 1828, titulado "Traité élémentaire des chemins de fer" (Tratado elemental de ferrocarriles).  También trabajó en la investigación de las causas de los accidentes ferroviarios y en su eliminación.
De 1836 a 1840 dirigió la redacción del "Journal de l'industriel et du capitaliste" (Periódico del Industrial y del Capitalista).
Colaboró con Émile Auguste Payen, ingeniero en jefe de los trabajos de construcción del viaducto de Meudon.
Un decreto del 14 de junio de 1862 nombraba a Albert Auguste Perdonnet como sucesor de Alphonse Lavallée en la dirección de la Escuela Central de Artes y Manufacturas de París. Desde su nuevo cargo, apoyado activamente por su predecesor, promovió la creación de una asociación de antiguos alumnos cuya asamblea general fundacional tuvo lugar el 3 de noviembre de 1862. Presidió el primer banquete anual que tuvo lugar esa misma tarde.

## Publicaciones

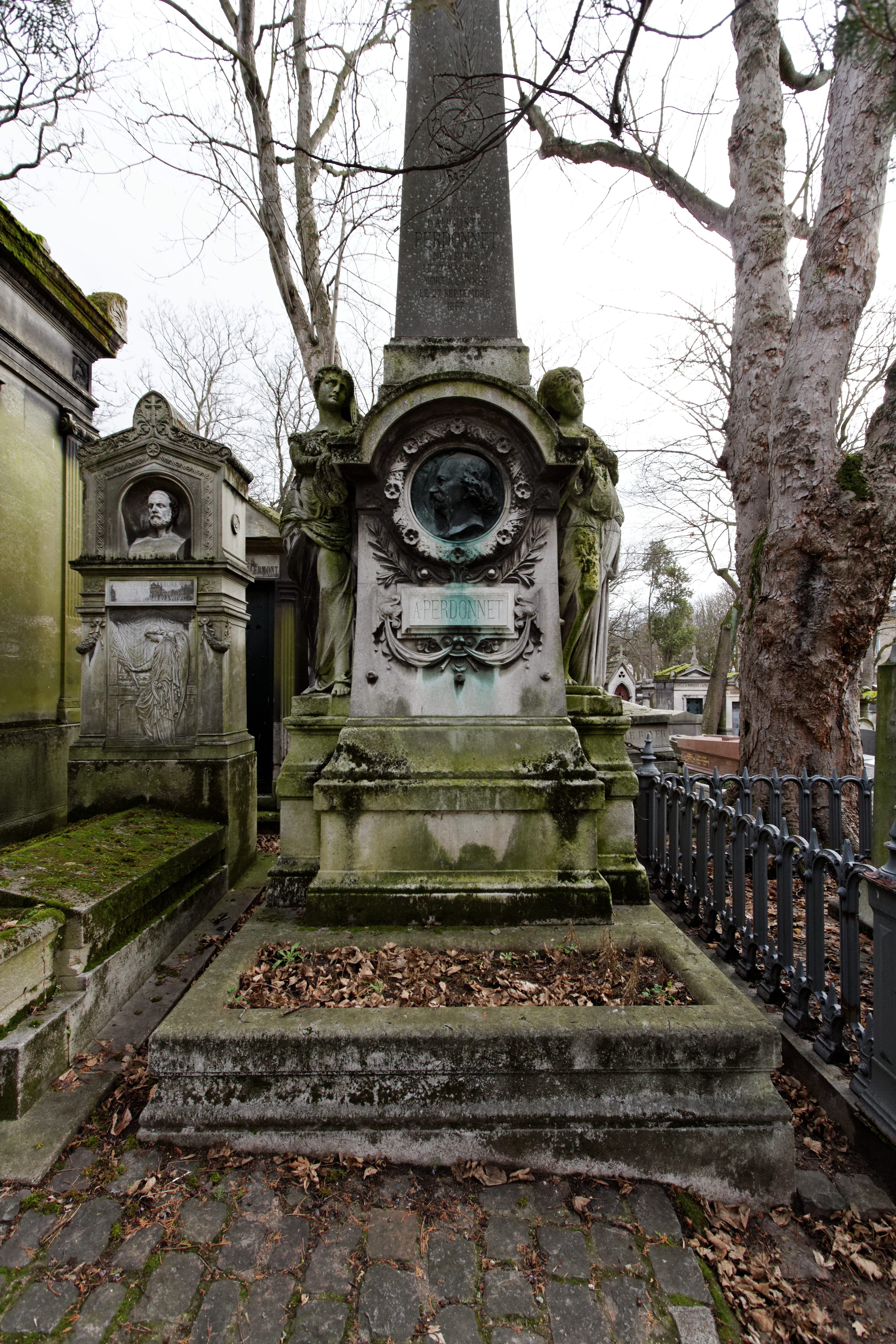
Tumba de Auguste Perdonnet (cementerio del Padre Lachaise, división 4), obra de Vital-Dubray

- Léon Coste et Auguste Perdonnet, Mémoire sur les chemins à ornières, Paris, Bachelier,‎ 1830, 200 p. (leer en línea (enlace roto disponible en Internet Archive; véase el historial, la primera versión y la última).)
- Auguste Perdonnet, Gabriel Lamé et Émile Clapeyron, Notices sur les chemins de fer, 1832
- Auguste Perdonnet, De l'histoire et de la nature de la propriété souterraine, Paris, Félix Locquin,‎ 1835, 43 p. (leer en línea)
- Armand Dufrénoy, Léonce Élie de Beaumont, Auguste Perdonnet et Léon Coste, Voyage métallurgique en Angleterre : ou recueil de mémoires sur le gisement, l'exploitation et le traitement des minerais de fer, étain, plomb, cuivre, zinc, et sur la fabrication de l'acier, dans la Grande-Bretagne, t. 1, Paris, Bachelier,‎ 1837, 2e éd., 735 p. (leer en línea)
- Armand Dufrénoy, Léonce Élie de Beaumont, Auguste Perdonnet et Léon Coste, Voyage Métallurgique en Angleterre : ou recueil de mémoires sur le gisement, l'exploitation et le traitement des minerais de fer, étain, plomb, cuivre, zinc, et sur la fabrication de l'acier, dans la Grande-Bretagne, t. 2, Paris, Bachelier,‎ 1839, 2e éd., 607 p. (leer en línea)
- Auguste Perdonnet, Notions gėnėrales sur les chemins de fer, Paris, Lacroix et Baudry, 1859
- Auguste Perdonnet, Traité élémentaire des chemins de fer, t. 1, Paris, Garnier Frères,‎ 1865, 3e éd.
  - En ligne : t. 1 ; t. 2 ; t. 3 ; t. 4
- Auguste Perdonnet (dir.), Camille Polonceau et Eugène Flachat, Nouveau portefeuille de l'ingénieur des chemins de fer, Paris, Eugène Lacroix,‎ 1866 (1re éd. 1843), 592 p. (leer en línea)
- Auguste Perdonnet, Les chemins de fer, 1866 — Conférence populaire

## Reconocimientos
- Miembro de la Société Helvétique des Sciences Naturelles.
- Su nombre está inscrito en la torre Eiffel.
- Una vía pública del X Distrito de París, inaugurada en 1866, fue nombrada calle Perdonnet el 10 de agosto de 1868.[5]
- Existe una calle de Auguste Perdonnet en la localidad de Tournan-en-Brie (48°44′14″N 2°47′00″E / 48.737333, 2.783388)
- El monumento a su memoria en el cementerio del Padre-Lachaise (1869) es obra de Gabriel-Vital Dubray.
- Caballero de la Legión de Honor en 1851, después Oficial (1857) y Comendador (1866).[6]
- Un Liceo Profesional de Thorigny-sur-Marne lleva su nombre.[7]